# Кріс Тіммс
Кріс Тіммс (англ. Chris Timms, 24 березня 1947 — 19 березня 2004) — новозеландський яхтсмен.
Олімпійський чемпіон 1984 року в класі Торнадо, срібний призер 1988 року в класі Торнадо.